# Betliar
Betliar es un municipio del distrito de Rožňava en la región de Košice, Eslovaquia, con una población estimada a final del año 2024 de 917 habitantes.
Se encuentra ubicado al oeste de la región, en la cuenca hidrográfica del río Hernád, y cerca de la frontera con la región de Banská Bystrica y Hungría.

## Demografía
| Año        | 1994 | 2004    | 2014    | 2024    |
| ---------- | ---- | ------- | ------- | ------- |
| Población  | 966  | 979     | 946     | 917     |
| Diferencia |      | +1,34 % | −3,37 % | −3,06 % |

| Año        | 2023 | 2024    |
| ---------- | ---- | ------- |
| Población  | 914  | 917     |
| Diferencia |      | +0,32 % |